# Раджанганая (підрозділ окружного секретаріату)
Підрозділ окружного секретаріату Раджанганая — підрозділ окружного секретаріату округу Анурадхапура, Північно-Центральна провінція, Шрі-Ланка. Складається з 21 Грама Ніладхарі.